# Desaparecidos (filme brasileiro)
Desaparecidos é um filme de terror brasileiro de 2011 dirigido por David Schürmann e escrito por Rafael Blecher e Schürmann. Estrelado por Adriana Veraldi, André Madrini, Charlene Chagas, Fernanda Peviani, Natália Vidall, o filme conta a história de um grupo de seis amigos que após irem a uma festa em uma ilha, desaparecem e apenas câmeras com imagens assustadoras dos mesmos são encontradas pelas autoridades, sendo estas imagens o único meio para descobrir o que aconteceu com eles.
Com produção independente, o filme foi rodado por quinze dias em Ilhabela, São Paulo e teve um custo de cinquenta e cinco mil reais. Filmado em formato de pseudodocumentário, sendo comparado ao filme norte-americano The Blair Witch Project (1999). É o primeiro longa-metragem transmídia do Brasil.

## Enredo
Filmado no estilo mockumentary (falso documentário), Desaparecidos é ambientado em outubro de 2011 narra o trágico destino de um grupo de seis jovens amigos que é convidado para uma festa super exclusiva na cidade de Ilhabela, no litoral Norte de São Paulo, e se depara com uma lenda local que se mostra bastante real e violenta. Depois de receber o convite, cada um dos amigos deve pendurar uma pequena câmera em seu pescoço, registrando em vídeo cada passo da jornada até a festa e seus momentos de diversão. No entanto, eles morrem e as autoridades encontram apenas as câmeras que são as únicas pistas sobre o que aconteceu. O que a polícia encontra depois dentro dos aparelhos são cenas de puro terror que os jovens viveram durante a madrugada enquanto estiveram perdidos na mata e foram perseguidos por uma misteriosa entidade.

## Produção
Após David Schürmann dirigir o documentário O Mundo em Duas Voltas (2007) que conta a história das viagens feita por sua família ao redor do mundo, Desaparecidos começou a entrar em concepção. O longa foi filmado por  quinze dias em Ilhabela, São Paulo e teve um custo de cinquenta e cinco mil reais, sendo chamado de "mockumentary".

## Transmidia
O filme Desaparecidos se configura como uma das maiores produções Transmídia, feitas no Brasil. Sua campanha de lançamento se misturava com o próprio enredo do filme, fazendo com que o espectador participasse da trama e para desenvolver esta estretégia, David Schurmann contou com o estrategista digital Icaro de Abreu.

## Elenco
- Adriana Veraldi como Carla
- André Madrini como Rodrigo
- Charlene Chagas como Alexa
- Fernanda Peviani como Fábia
- Natália Vidall como Kamila
- Pedro Urizzi como Marco
- Francisco Carvalho como Pescador
- André Madrini como Escravo

## Recepção

### Críticos
Desaparecidos foi na sua maioria recebido por revisões mistas por críticos especializados no cinema. Julia Moura do Jornal do Brasil considerou-o como um filme bom, com Moura escrevendo "as tomadas da câmera, ainda que lembrem os filmes já citados [Cloverfield, Atividade Paranormal e Bruxa de Blair], conseguem prender a atenção do espectador", encerrando com a afirmação: "a dificuldade vai ser perder o medo".Érico Borgo do portal UOL classificou o filme como ruim em sua crítica. Alegando que não passa de uma cópia de filmes estrangeiros, dizendo: "Independente da irrelevância do debate, se Desaparecidos tivesse alguma ideia verdadeiramente sua, talvez valesse a pena. Mas Schurmann faz uma colagem sem-vergonha de tudo o que foi lançado nesse estilo [transmídia] até aqui - e consegue ser ainda pior do que seus antecessores." Lucas Siqueira Cesar do site Cinema na Rede salientou semelhança com o filme "A Bruxa de Blair", dizendo que "O filme é diversão garantida para o público jovem no começo das férias, e não faz feio na principal característica de um filme de terror: a capacidade de gerar medo."